# 県祭り

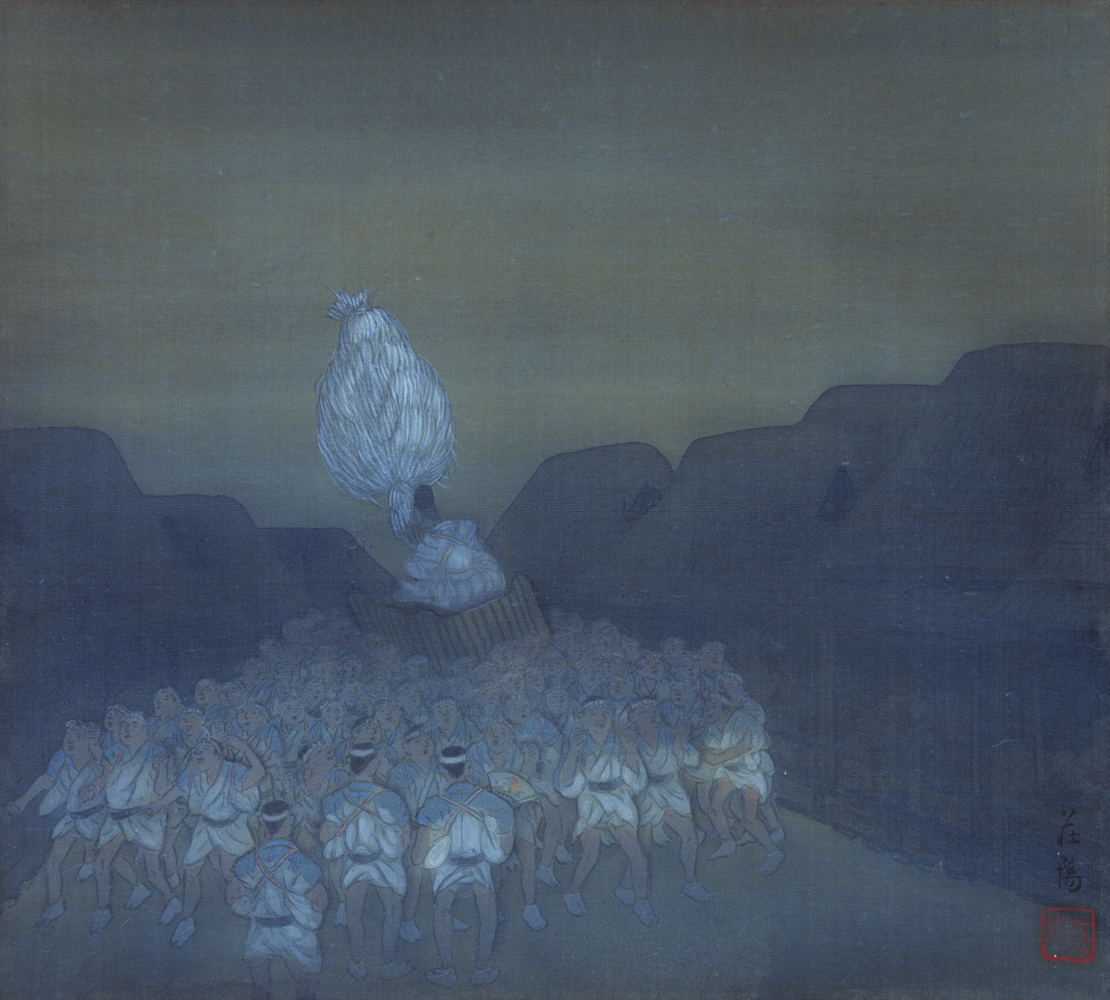
梵天渡御（都年中行事画帖 1928年）

県祭り（あがたまつり）は、毎年6月5日から翌6日にかけて行われる京都府宇治市の祭。灯火を消した暗闇のなかで行なわれる暗闇祭のひとつ。

## 概要
宇治の平等院の南門から100mくらいのところにある県（あがた）神社の祭礼で、6月5日の深夜、明かりのない暗闇の中で、梵天（ぼんてん）渡御と呼ばれる儀式があり、町内の男集が、梵天と呼ばれる神輿を担ぐ。この神輿の通過する間は、家々も明かりを落として、それを迎えるため「暗闇の奇祭」と呼ばれている。東京府中の大國魂神社の例祭などとともに暗闇祭りとして名高い。6月5日の午後10時頃まで夜店も出る。
かつては旧暦5月15日におこなわれ、沿道の家では男女雑魚寝してお渡りを待つので性的行事の祭りとして名高く「種貰い祭」ともいった。

## 分裂開催

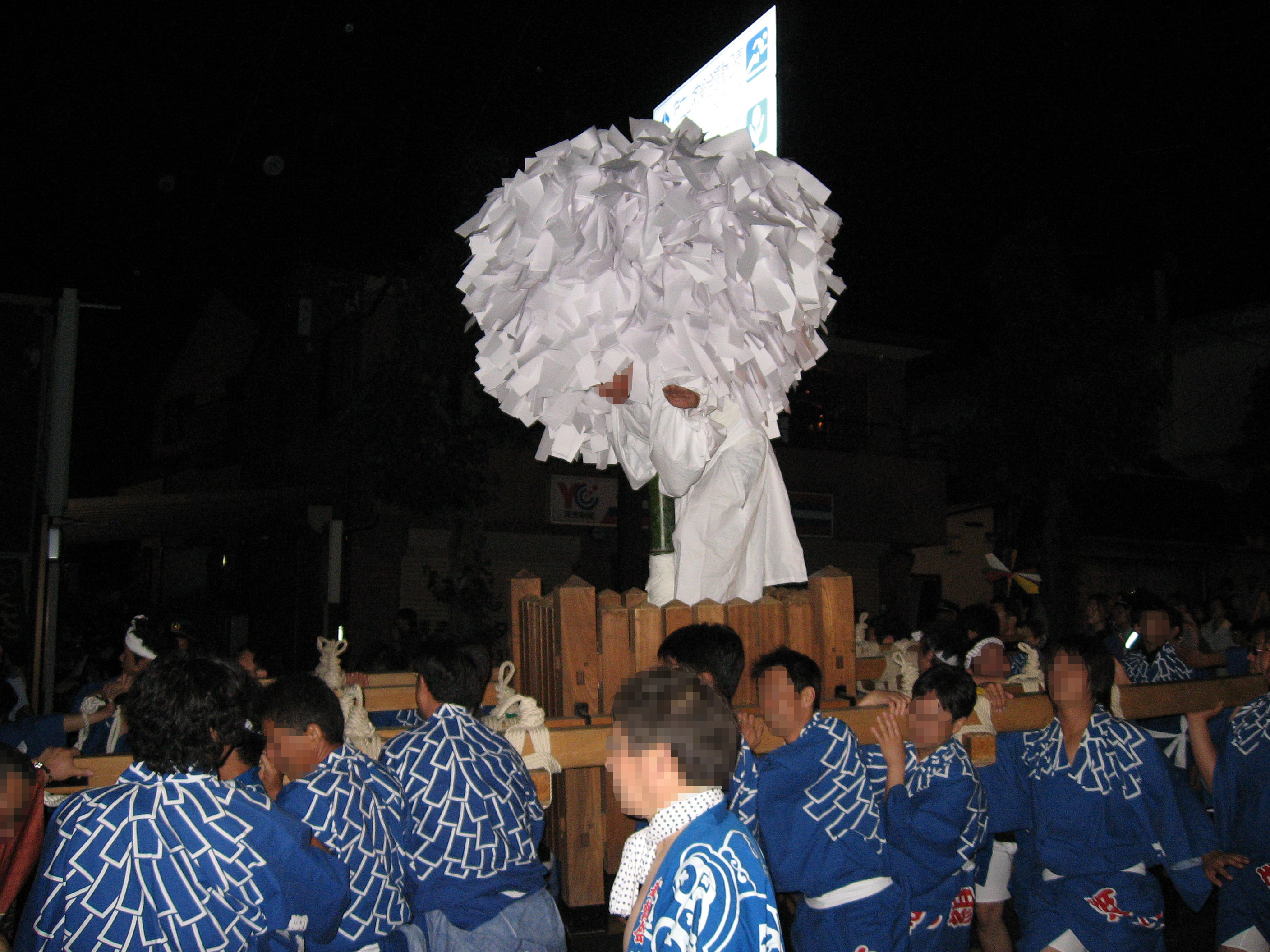
奉賛会による梵天渡御（2012年）

梵天渡御は本来、宇治神社御旅所→県神社（神移し）→宇治神社へ渡御→県神社（還幸祭）のルートで行われていたが、2003年に還幸祭が行われなかったことで御輿の担ぎ手である「県祭奉賛会」と県神社の関係がこじれ、2004年から神社側が独自に梵天渡御を行うなど分裂状態となった。2014年は奉賛会側が自粛する形で神社側のみの梵天渡御を行ったが、その後も関係改善が成されず、2015年から再び分裂開催となった。
これには以前よりあった宇治神社と県神社の対立が関係しているという。関西学院大学の調査によると、両神社の対立は1965年に顕在化し、1968年には裁判にまで発展、その後和解と対立が繰り返されていた。対立は両者の祭神観の違いにあり、木花咲耶姫命を祭神とした独立した神社であると考える県神社に対し、宇治神社側は、県神社は宇治神社の祭神菟道稚郎子の母神にあたる宮主矢河枝比売命（みやぬしやかわえひめ、宮主宅媛みやぬしやかひめ）を祀る末社であるとする。この認識の違いに加え、祭の主導権争いや金銭的な問題もあったと見られている。